# U-Bahnhof Trinenkamp
Der U-Bahnhof Trinenkamp ist eine Tunnelhaltestelle der Stadtbahn in Gelsenkirchen, die von der Linie 301 der Bogestra bedient wird. Sie verfügt über einen Mittelbahnsteig für Niederflurfahrzeuge mit Aufgängen an beiden Enden sowie über Aufzugsanlagen. Die blau gehaltene Wandgestaltung umfasst seit 1994 Werke Gelsenkirchen aus der Maulwurfperspektive von Many Szejstecki. Auf den Schildern, die auf den Künstler hinweisen, wurde dessen Nachname jahrelang ohne ein „j“ geschrieben. Erst im September 2022 wurde der Schreibfehler korrigiert.

## Bedienung
| Linie | Verlauf | Takt (Mo–Fr) |
| ----- | --- | ------------ |
| 301   | Gelsenkirchen-Horst Essener Str. – Schloss Horst – Buerer Str. – Gelsenkirchen-Buer Süd Bf – Beckhausen - Buer Rathaus/Kunstmuseum – Erle – ZOOM Erlebniswelt – U Trinenkamp – U Bergwerk Consolidation – U Bismarckstraße – U Leipziger Straße – U Musiktheater – U Heinrich-König-Platz – U Gelsenkirchen Hbf | 7/8 min      |

Es bestehen Umstiegsmöglichkeiten zu den Buslinien 382 und 384 der Bogestra.
| Linie | Verlauf | Takt (Mo–Fr)                                        |
| ----- | --- | --------------------------------------------------- |
| 382   | Trinenkamp – GE-Zoo Bf – Gelsenkirchen-Bismarck – Bulmke-Hüllen – Grillo-Gymnasium – Gelsenkirchen Hbf – Gelsenkirchen Stadtgarten – Justizvollzugsanstalt Gelsenkirchen – Gelsenkirchen-Feldmark, Katernberger Straße | 10 min (Trinenkamp–GE Hbf) 30 min (GE Hbf–Feldmark) |
| 384   | Gelsenkirchen-Heßler, Terneddenstr. – Gelsenkirchen-Schalke – Bergwerk Consolidation – Trinenkamp – Gelsenkirchen-Bismarck – Mondpalast – Wanne-Eickel Hbf (fährt weiter als Linie 342)                                | 60 min                                              |